# Clubiona rothschildi
Clubiona rothschildi este o specie de păianjeni din genul Clubiona, familia Clubionidae, descrisă de Lucien Berland în anul 1922.
Este endemică în Etiopia. Conform Catalogue of Life specia Clubiona rothschildi nu are subspecii cunoscute.